# Mary Charles George
Mary Charles George O.B.E (10 tháng 5 năm 1913 - 18 tháng 3 năm 2008) là một nhà giáo dục người Kitt. Bà đã dạy học ở St. Kitts trong 43 năm trước khi chuyển đến Quần đảo Virgin, nơi bà dạy trong một thập kỷ nữa. Bà là người phụ nữ đầu tiên ở St. Kitts và Nevis ra tranh cử chức vụ Quốc hội. Với những đóng góp của mình cho giáo dục ở vùng biển Caribbean, bà đã được vinh danh Huân chương của Đế quốc Anh bởi Nữ hoàng Elizabeth II và được trao quyền thành viên trọn đời trong Liên đoàn Giáo viên Caribbean. Một bệnh viện ở Molyneux, Saint Kitts, và giải thưởng xuất sắc về giảng dạy của Hội liên hiệp giáo viên St. Kitts được đặt tên để vinh danh bà.

## Tiểu sử
Mary Georgina McGregor Charles sinh ngày 10 tháng 5 năm 1913 tại Phillips Village, Christ Church Giáo xứ thị trấn Nichola, St. Kitts, bởi Henry và Francis Charles. Bà theo học trường trẻ sơ sinh Leach ở làng Phillips và sau đó là trường chính phủ Estridge. Bà đã vượt qua kỳ thi tiêu chuẩn thứ bảy vào năm 12 tuổi và đăng ký vào chương trình giáo viên-học sinh. Đây là một hệ thống được sử dụng rộng rãi ở Anglo-Caribbean, cho phép học sinh, thường ở độ tuổi từ 14 đến 17, tiếp tục đi học với mức học phí giảm bằng cách dạy học sinh nhỏ tuổi hơn. Vào cuối chương trình ba năm bổ sung, và vượt qua một kỳ thi, giáo viên*học sinh đủ điều kiện là giáo viên không chính thức. Nếu họ ký hợp đồng cho một học kỳ ba năm học khác và vượt qua kỳ thi của họ, các giáo viên sẽ trở thành đủ điều kiện.

## Nghề nghiệp
Sau khi vượt qua ba kỳ thi như vậy, Charles đã nhận được nhiệm vụ đó, vào năm 1932, một học bổng để ghi danh vào khóa học hai năm do Trường Cao đẳng Sư phạm Spring Gardens ở Antigua cung cấp. Trở về St. Kitts vào năm 1934, bà không thể đảm bảo vị trí được trả lương và làm giáo viên không được trả lương tại Trường Chính phủ Estridge cho đến năm sau. Vào thời điểm đó, bà được thuê làm trợ lý giáo viên tại Trường Chính phủ St. Paul. Bà đã giảng dạy tại St. Paul's cho đến năm 1945, khi bà chấp nhận vị trí giáo viên chủ nhiệm tại Palmetto Point tại Trường Chính phủ Trinity. Sau ba năm, bà trở lại trường Chính phủ Estridge với tư cách là giáo viên chủ nhiệm. Bà sống ở Molineux và đạp xe hàng ngày đến trường, nhờ đó bà được trợ cấp phương tiện đi lại. Năm 1956, bà được chuyển đến làm giáo viên chủ nhiệm tại Trường Chính phủ Cayon, nơi bà dạy trong 12 năm tiếp theo. Trong thời gian này, bà cũng phục vụ như một thanh tra trường. Năm sau, chị gái của Charles, Isa Isaac, qua đời để lại năm đứa trẻ cần được chăm sóc. Charles nhận các cậu bé và nuôi nấng chúng. Bà trở lại Molineux vào năm 1968, và nghỉ hưu từ chính phủ hai năm sau đó.
Charles từng là thành viên của hội nghị Thượng hội đồng tỉnh Moravian, được tổ chức tại Antigua, như một phần của phái đoàn St. Kitts năm 1969. và giảng dạy ngắn hạn tại Trường Tưởng niệm George Moody Stuart tại nhà máy đường, nằm ở Golden Rock, Basseterre. Sau đó, vào năm 1971, với tư cách là ứng cử viên nữ đầu tiên ở St. Kitts và Nevis, Charles đã tranh cử để giành vé tại Phong trào Hành động Nhân dân. Bà đã không chiến thắng và sớm chuyển đến Quần đảo Virgin. Charles đã dạy ở Tortola, Quần đảo Virgin thuộc Anh, trong 18 tháng  và sau đó chuyển đến Saint Croix, Quần đảo Virgin thuộc Hoa Kỳ, nơi bà tiếp tục giảng dạy. Năm 1975,  bà kết hôn với Valdemar Henrique George (1910-2000) và họ về nhà ở Christiansted. George đã nghỉ hưu sau khi giảng dạy sau 53 năm vào năm 1978  và năm sau đó, bà đã trở thành một thành viên trọn đời của Liên đoàn Giáo viên Caribbean. Để ghi nhận nhiều năm phục vụ giáo dục của mình, George đã được Nữ hoàng Elizabeth II vinh danh với Huân chương của Đế chế Anh trong Năm mới năm 1985. Năm sau, một bệnh viện ở Molyneux đã được hoàn thành. Bà được vinh danh khi Bệnh viện được đặt theo tên bà - Mary Charles.
Sau cái chết của chồng, George trở lại St. Kitts. Bà qua đời vào ngày 18 tháng 3 năm 2008 tại Molyneux, Saint Kitts. Sau đó, Hội liên hiệp giáo viên St. Kitts đã đặt tên cho một giải thưởng là "Giải thưởng Mary Charles-George", để vinh danh bà khi được công nhận giảng dạy xuất sắc.